# Geilarith
Geilarith, in het Latijn Gelaris, (ca. 460 - ca. 523) was de jongste zoon van prins Gento, telg van de koninklijke familie van de Vandalen in Noord-Afrika. Geilarith was de kleinzoon van de legendarische stichter koning Geiserik en was zelf vader van de laatste Vandalenkoning, Gelimer.

## Oproer tegen Hilderik
Tijdens de regering van de katholieke koning Hilderik (523-530) broeide oproer vanuit het volk en het leger. Zij waren ariaanse christenen en bovendien gekant tegen Hilderiks alliantie met Byzantium. De samenzweerders hadden één probleem: in de directe familie van koning Hilderik waren er géén troonopvolgers voor een troonswissel om een nieuwe anti-Byzantijnse heerser der Vandalen te legitimeren. Immers:
- Hilderiks zonen waren allen uitgemoord tijdens het schrikbewind van Hilderiks vader Hunerik.[2]
- Bij Hilderiks oom Theoderic waren de zonen eveneens allen uitgemoord door Hunerik.[2]
- Bij Hilderiks oom Gento was de oudste zoon verbannen door Hunerik en waren Gunthamund en Trasamund ondertussen overleden.

## Geilarith als familieschakel
Van de (naar schatting) 6 à 9 neven van koning Hilderik, was Geilarith de langst levende en dus politiek de meest geschikte prins voor een troonswissel. Wanneer Geilarith echter in de jaren 520 overleed, richtten de militaire samenzweerders zich tot Geilariths oudste zoon, Gelimer, voor hun anti-Byzantijnse plannen. Dit verklaart waarom koning Hilderik tijdens een volksopstand werd gedood door een achterneef, namelijk Gelimer. Zowel de geschiedschrijvers Procopius uit Byzantium als bisschop Victor van het Vandalenrijk konden niet omheen de figuur van Geilarith om het anti-Byzantijns oproer te verklaren.